# Sommer Ribeiro
José Aleixo da França Sommer Ribeiro (Lisboa, 26 de Junho de 1924 - Lisboa, 16 de Setembro de 2006), foi um arquitecto português.
Formou-se em arquitectura na Escola Superior de Belas Artes de Lisboa, onde ingressou em 1942.

## Cargos desempenhados
- Director do Serviço de Exposições e Museografia da Fundação Gulbenkian.
- Director do Centro de Arte Moderna José de Azeredo Perdigão (1981 - ).
- Director do Centro de Arte Moderna da Fundação Gulbenkian (1983 - 1994).
- Director e administrador da Fundação Árpád Szenes-Vieira da Silva (1994 - ).

## Condecorações recebidas
- Oficial da Ordem Militar de Sant'Iago da Espada (31 de outubro de 1969);
- Grande-Oficial da Ordem Militar de Sant'Iago da Espada (5 de setembro de 1985);
- Grande-Oficial da Ordem do Mérito (5 de dezembro de 1988);
- Oficial da Ordem de Orange-Nassau dos Países Baixos (28 de março de 1992);
- Grande-Oficial da Ordem do Infante D. Henrique (2 de novembro de 1994).[1][2]